# Dalbergia emirnensis
Espèce
Synonymes
- Dalbergia emirnensis var. emirnensis[1]

Statut de conservation UICN

 VU  : Vulnérable
Dalbergia emirnensis est une espèce de plantes à fleurs de la famille des Fabaceae.

## Liste des variétés
Selon Catalogue of Life (9 avril 2019) et Tropicos (9 avril 2019) :
- variété Dalbergia emirnensis var. decaryi Bosser & R. Rabev.
- variété Dalbergia emirnensis var. emirnensis

## Publication originale
- Journal of the Proceedings of the Linnean Society, Botany 4(Suppl.): 33. 1860.